# Faro de Kiipsaare
El faro de Kiipsaare es un faro situado en la península de Harilaid, en Saaremaa, en el Parque Nacional de Vilsandi, Estonia.

## Historia
Fue construido en 1933 para ayudar a los marineros del Mar Báltico contra los peligros de la península y su orientación. Estaba situado entre 100 y 150 metros tierra adentro, a unos 25 metros de altura, pero la erosión ha originado que actualmente esté a pocos metros de la costa. La falta de terrero donde sustentarse ha ocasionado además que la estructura esté inclinada en la actualidad.